# 卡尼羅鎮區 (堪薩斯州埃爾斯沃思縣)
卡尼羅鎮區（英語：Carneiro Township）為美國堪薩斯州埃爾斯沃思縣轄下的鎮區。2010年美国人口普查中此鎮區人口有61人。

## 地理
卡尼羅鎮區涵蓋總面積為93.8平方（36.20平方英里），其中陸地面積為93.4平方（36.07平方英里），水域面積為0.34平方（0.13平方英里）或0.36%。海拔高度469（1,539英尺）。

## 人口統計
根據2010年美國人口普查，卡尼羅鎮區人口有61人，其中男性有33人，女性有28人，人口密度為每平方公里0.65人，住房計46戶。鎮區內的白人有60人，非裔美國人有0人，美洲原住民有0人，亞裔美國人有0人，太平洋島裔美國人有0人，其他種族有0人，混血種族則有1人。此外鎮區內有0人為西班牙裔或拉丁裔美國人。此鎮區之年齡中位數為49.8歲，而男性年齡中位數為50.5歲，女性年齡中位數為49.5歲。

## 交通

### 主要公路
- 140號堪薩斯州州道
- 141號堪薩斯州州道